# Lepakose
Lepakose este o arie protejată (arie specială de conservare — SAC, sit de importanță comunitară — SCI) din Estonia întinsă pe o suprafață de 27,2 ha, integral pe uscat.

## Localizare
Centrul sitului Lepakose este situat la coordonatele 58°34′52″N 25°19′09″E / 58.5811°N 25.3192°E.

## Înființare
Situl Lepakose a fost declarat sit de importanță comunitară în aprilie 2004 pentru a proteja un număr necunoscut de specii din flora spontană și fauna sălbatică aflate în arealul zonei. Situl a fost protejat și ca arie specială de conservare în iunie 2005.

## Biodiversitate
Situată în ecoregiunea boreală, aria protejată conține 3 habitate naturale: Pajiști aluvionare boreale nordice, Taiga vestică, Păduri caducifoliate de mlaștină fino-scandinave.
La baza desemnării sitului se află un număr nedeclarat de specii protejate.